# Аминта (сын Николая)
Аминта (др.-греч. Ἀμύντας; IV век до н. э.) — македонский сатрап Бактрии

## Биография
Аминта принимал участие в восточном походе Александра Македонского. Осенью 328 года до н. э. он был назначен сатрапом Бактрии, получив эту должность, согласно сведениям Курция Руфа, вместо убитого на пиру Клита Чёрного. Арриан же говорит, что Александра попросил об отставке по причине старости прежний наместник Артабаз, после чего этот пост и занял Аминта. При этом подразделения Аминты подчинялись Кену, оставленному вести борьбу со Спитаменом.
Вскоре отрядам Аминты удалось нанести поражение «отпавшим от Александра бактрийцам», которых затем царь все же помиловал.
Весной 327 года до н. э., перед началом своего Индийского похода, Александр оставил Аминте дополнительное подкрепление из десяти тысяч пехотинцев и трех с половиной тысяч всадников.
В 325 году до н. э. при получении ложного сообщения о смерти Александра, тяжело раненного во время штурма города маллов, началось восстание среди оставленных в Бактрии и Согдиане греческих поселенцев, «уже давно с трудов терпевших житье среди варваров.» По всей видимости, во время этого бунта Аминта был убит в числе прочих нескольких «влиятельных лиц». После смерти Александра в 323 году до н. э. эти сатрапии получил в управление Филипп.